# Yoshihisa Yoshikawa
Yoshihisa Yoshikawa (吉川 貴久 (?); Fukuoka, 4 settembre 1936 – 12 ottobre 2019) è stato un tiratore a segno giapponese.

## Palmarès

### Olimpiadi
- 2 medaglie:
  - 2 bronzi (Roma 1960 nella pistola 50 metri; Tokyo 1964 nella pistola 50 metri)